# Kalanchoe cymbifolia
Kalanchoe cymbifolia ist eine Pflanzenart der Gattung Kalanchoe in der Familie der Dickblattgewächse (Crassulaceae).

## Beschreibung

### Vegetative Merkmale
Kalanchoe cymbifolia ist eine vermutlich ausdauernde, fast vollständig kahle Pflanze, die Wuchshöhen von bis zu 100 Zentimeter erreicht. Ihre stielrunden, geraden, aufrechten Triebe sind einfach. Die Laubblätter sind fast sitzend. Ihre elliptische bis eiförmig-elliptische Blattspreite ist 12 bis 16 Zentimeter lang. Sie ist stark konkav und ähnelt einem Boot. Ihre Spitze endet in einer großen, zugespitzten, scharfen Spitze. Die Basis ist zu einem dicken, stängelumfassenden, sehr kurzen Blattstiel verbreitert. Der Blattrand ist unregelmäßig gekerbt.

### Generative Merkmale
Der Blütenstand besteht aus lockeren, wenigblütigen Rispen und erreicht eine Länge von 7 bis 12 Zentimeter. Die hängenden Blüten stehen an stielrunden, zurückgebogenen, 10 bis 12 Millimeter langen Blütenstielen. Der Kelch ist glockenförmig. Die zylindrisch-kegelförmige Kelchröhre ist 10 bis 12 Millimeter lang. Die eiförmig-elliptischen, spitzen, spitz zulaufenden, etwas ausgebreiteten Kelchzipfel weisen eine Länge von 6 bis 8 Millimeter auf. Die zylindrische, an ihrer Basis drüsig-langhaarige Kronröhre ist 20 bis 25 Millimeter lang. Ihre eiförmig-elliptischen, zugespitzten, etwas zurückgebogenen Kronzipfel weisen eine Länge von 6 bis 8 Millimeter auf. Die Staubblätter sind nahe der Basis der Kronröhre angeheftet und ragen nicht aus der Blüte heraus. Die Staubbeutel sind eiförmig. Die etwas rechteckigen, länger als breiten, ausgerandeten und ausgebreiteten Nektarschüppchen weisen eine Länge von 1 bis 2 Millimeter auf. Das längliche Fruchtblatt weist eine Länge von 5 bis 7 Millimeter auf. Der Griffel ist 7 bis 10 Millimeter lang.

## Systematik und Verbreitung
Kalanchoe cymbifolia ist im Norden von Madagaskar verbreitet.
Die Erstbeschreibung durch Bernard M. Descoings wurde 1997 veröffentlicht.

## Nachweise